# بيتر بلاك
بيتر بلاك (بالإنجليزية: Peter Black)‏ هو سياسي أسترالي، ولد في 14 يونيو 1943. حزبياً، نشط في حزب العمال الأسترالي. وقد انتخب عضو الجمعية التشريعية نيو ساوث ويلز.